# Каирис, Теофилос
Теофилос Каирис (Феофил Каирис, греч. Θεόφιλος Καΐρης, 19 октября 1784, Андрос — 13 января 1853, Сирос) — греческий просветитель, православный священник, философ и политик. Был отлучён от Элладской православной церкви. Участник Греческой революции.

## Биография
Каирис родился на острове Андрос, 19 октября 1784 г. в знатной семье (отец его был старостой острова). Получил при крещении имя Фома. У него было 3 брата, двое из которых впоследствии стали монахами и 3 сестры. Одна из сестёр, Эвантия Каири, (греч. Ευανθία Καΐρη) стала «безоговорочно самой образованной гречанкой своей эпохи», автором воззвания (на французском языке) к женщинам мира в поддержку Греческой революции и автором трагедии Никиратос (греч. Νικήρατος), изданной за подписью «безымянная гречанка» в городе Нафплион в 1826 г., сразу после героического и трагического исхода осаждённых города Месолонгион (см. Третья осада Месолонгиона).
Начальное образование Каирис получил на острове при диаконе Якове. В 1794 г. умер его отец, и его дядя по материнской линии, Софроний Кампанакис, приходский священник в храме Св. Георгия в Кидониес (ныне Айвалык), взял его к себе для продолжения образования. В 1802 г. была создана Академия Кидониес. Каирис поступил в Академию, где изучал филологию и философию у Григория Сарафиса, математику и естественные науки у Вениамина Лесбийского. Последовав за Сарафисом, Каирис продолжил свою учёбу в школе острова Патмос, где преподавал Даниил Керамевс, и в школе острова Хиос, где преподавали Афанасий Париос и Дорофей Пройос.
В 1801 г. Каирис стал монахом и был рукоположён в диаконы, приняв имя Теофилос.
В 1803 г. при финансовой поддержке своего дяди и некоторых богатых жителей Кидониес Каирис отправился в Швейцарию, где изучил у педагога Песталоцци организацию учебных заведений. После этого Каирис отправился в итальянскую Пизу, где изучал философию, математику и физику и одновременно посещал лекции физиологии в медицинской школе. В 1807 г. Каирис уехал в Париж, где завершил своё философское образование и близко сошёлся с Кораисом.
В 1810 г. Каирис вернулся в Кидониес и начал преподавать в Академии. В 1811 г. Каирис возглавил Эвангелическую школу Смирны (Измир), но в конце года вернулся в Кидониес. В 1812 г. временно оставил Академию из-за разногласий с Сарафисом и Венимианом Лесбийским и обосновался ненадолго на Андросе. По просьбе кидонийцев Каирис вернулся в академию в 1814 г., где преподавал физику, математику и химию. С помощью Кораиса он обогатил библиотеку греческими и иностранными книгами и лабораторным оборудованием для физики, химии, астрономии и географии. В 1819 г. Каирис создал при академии типографию. В том же году Паппас, Аристидис посвятил его в тайное общество Филики Этерия.

## Греческая революция
Каирис возглавлял Академию до разрушения города турками в июне 1821 года. Вместе с спасёнными греческим флотом жителями города Кидониес Каирис и сотня его учеников были вывезены на остров Псара. В марте 1822 года Дмитрий Ипсиланти послал в поддержку восстания греческого населения Западной Македонии маленький экспедиционный корпус под командованием военачальника Георгиоса Саласа. Корпус Саласа на двух кораблях острова Псара и с маленькой группой немецких филэллинов-артиллеристов высадился в Скала Элефтерохори Олимп 13 марта. Каирис принял участие в этой в экспедиции, в ходе которой получил три ранения. Каирис в течение этих двух месяцев вёл дневник, который в начале 20-го века был опубликован профессором Воядзидисом.
После этого Каирис выехал на Пелопоннес, где по приказу командования организовал военный отряд из беженцев из Кидониес. Каирис принял участие в работе Первого национального конгресса в Эпидавре, 20 декабря 1821 − 15 января 1822 г. и во Втором национальном конгрессе в Аструс, 29 марта 27 − 10 апреля 1823 г. В мае 1823 г. года он стал членом комиссии комитета по переработке и исправлении уголовных законов и организации судов. В апреле 1824 г. Каирис подал в отставку с поста депутата по состоянию здоровья, но андриоты настаивали, чтобы он представлял их в парламенте, и в сентябре 1824 г. Каирис вернулся в Пелопоннес. В 1826 г. Каирис был избран представителем Андроса на Третий национальный конгресс Эпидавра, 6 апреля − 16 апреля 1826 г.
В 1828 г. Каирис находился на острове Эгина, где ему было поручено произнести речь по прибытии первого правителя Греции Каподистрия в кафедральном храме 12 января 1828 г. Полный текст этой длинной и «во многом пророческой речи» занимает в труде Д. Фотиадиса «Революция 1821 г.» 6 страниц.

## После освобождения

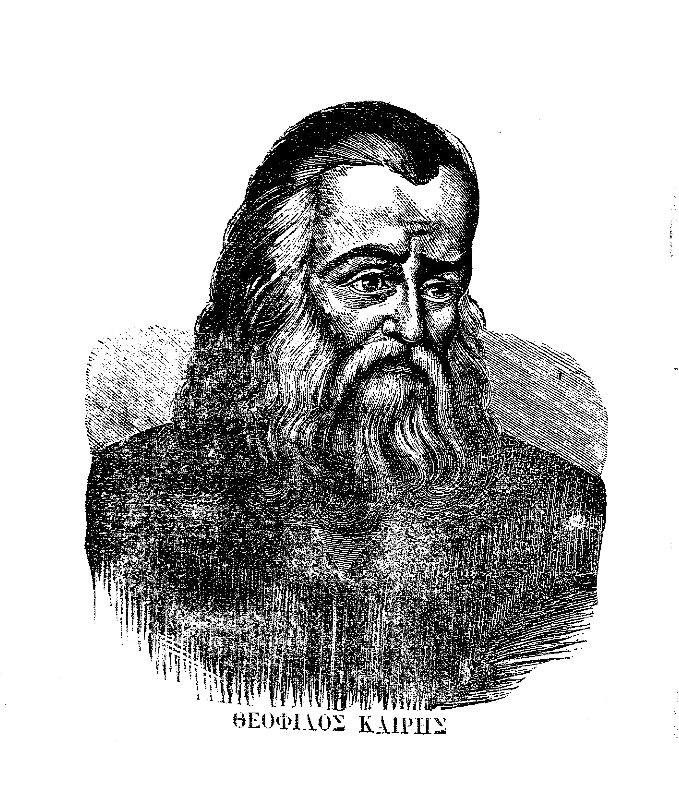
Портрет. 1874

С целью создания на Андросе сиротского приюта и школы для детей погибших в революции Каирис в 1832 году совершил поездку для сбора средств по городам Италии, Франции, Англии, Австрии, южной России, Молдавии и в Константинополь.
В 1835 году король Оттон наградил Каириса Золотым крестом ордена Спасителя (греч. Χρυσός Σταυρός του Τάγματος του Σωτήρος) в знак признания его вклада в Освободительную войну. Каирис, как и Фармакидис, отказался принять награду в знак протеста против баварского режима регентов. Такой же была его позиция и когда ему предложили кафедру философии в только что учреждённом Афинском университете в 1837 году.
Он открыл сиротскую приют-школу в сентябре 1835 году.
В школе преподавались все предметы, преподаваемые и в Западной Европе при помощи современного лабораторного оборудования.
Педагогический метод Каириса основывался на самовыражении ученика и либерализме. Он даже называл свои уроки беседами (συνδιαλέξεις). Учениками школы были не только сироты, но ими становились и дети из богатых семей, желающие учиться у учителя-новатора.
Под воздействием французских деистов Каирис развил личную веру Теосевия (Θεοσέβεια — Богопочитание). Это было монотеистическое учение со своими ритуалами и ссылками на равенство и существенную свободу личности. Из-за этой религиозной теории он вскоре стал считаться еретиком и опасным, как для баварских властей, которые видели в его лице смутьяна для народа, так и для официальной церкви.
Священный синод Греческого королевства во главе с митрополитом Кинурии Дионисием потребовал от Каириса выступить с заявлением признания веры (ομολογία πίστεως), от которого Каирис отказался как угнетающее его сознание.
Каириса привезли в Афины, где он был судим церковным судом и где, несмотря на его заявление, что он преподаёт не теологию, а философию, и что он не является основателем новой религии, суд принял решение 23 октября 1839 года о снятии его с должности и приказом правительства от 28 октября 1839 года был сослан сначала в монастырь на острове Скиатос, а затем на остров Тира (Санторин).
19 декабря 1839 года Вселенский патриархат издал циркуляр (εγκύκλιος) против Каириса и его антихристова учения (Περί της νεωστί αναφανείσης αντιχρίστου διδασκαλίας του Θεοσεβισμού). Через два года Каирис покинул страну и вернулся после Конституционной революции 3 сентября 1843 года, чтобы продолжить работу в сиротском приюте.
Несмотря на то что рапорты двух правителей архипелага Киклады говорили, что Каирис не занимался обращением в свою веру, министр правосудия Волвис на основании документа Синода приказал прокурору острова Сирос возобновить преследование Каириса и его сотрудников. Допрос был завершён 26 апреля 1852 года. Согласно решению суда от 21 декабря 1852 года, Каирис был приговорён к тюремному заключению сроком на два года. Уже больной и в преклонном возрасте Каирис был заключён в тюрьму, где через несколько дней, 13 января 1853 года, умер.
Покойник был захоронен на территории карантина города Эрмуполис, поскольку местный священник не дал разрешения на погребение на кладбище, и был похоронен без службы и в сопровождении полиции. Спустя восемь дней после его смерти Верховный апелляционный суд (Άρειος Πάγος) решением № 19/19.1.1853 снял обвинения и реабилитировал Каириса.
Через полвека, 5 мая 1912 года, жители Андроса установили бюст своему земляку с надписью на постаменте: «Учитель Нации, Пожертвовавший всем Отечеству, Отец и защитник сирот».

## Труды
- Γνωστική-Στοιχεία Φιλοσοφίας, εισαγωγή, επιμέλεια, παραρτήματα: Νικήτας Σινιόσογλου. Άνδρος και Αθήνα: Καΐρειος Βιβλιοθήκη και Εκδόσεις Ευρασία 2008